# Scotti Hill
Scotti Hill, född 31 maj 1964 i Manhasset, New York som Scott Lawrence Mulvehill, är en amerikansk gitarrist och låtskrivare. Han är mest känd som gitarrist i New Jersey heavy metal-bandet Skid Row tillsammans med Dave Sabo.
Förutom Skid Row har han även medverkat i ett band vid namn Ozone Monday, med Shawn McCabe (sång), Dave Sabo (gitarr), Rachel Bolan (basgitarr) och Rob Affuso (trummor).

## Diskografi med Skid Row
Studioalbum
- Skid Row (1989)
- Slave to the Grind (1991)
- Subhuman Race (1995)
- Thickskin (2003)
- Revolutions per Minute (2006)

EPs
- B-Side Ourselves (1992)
- Subhuman Beings on Tour (1995)
- United World Rebellion (trilogi med 2 EP's och spår från ett kommande album) (2013)
  - Chapter One (2013)
  - Chapter Two: Rise of the Damnation Army (2014)
  - Chapter Three

Samlingsalbum
- 40 Seasons: The Best of Skid Row (1998)